# Чемпіонат Польщі з хокею 1939
Чемпіонат Польщі з хокею 1939 — 10-ий чемпіонат Польщі з хокею, матчі фінальної частини проходили у місті Катовиці, чемпіоном став клуб «Домб» Катовиці.

## Кваліфікація
- Домб Катовиці — Краковія Краків 2:0, 1:1

## Фінальний раунд
| М  | Команда             | І | Ш    | О |
| -- | ------------------- | - | ---- | - |
| 1. | Домб Катовиці       | 3 | 15:2 | 6 |
| 2. | «Варшавянка»        | 3 | 5:6  | 4 |
| 3. | Огнішко Вільнюс     | 3 | 4:10 | 2 |
| 4. | «Полонія» (Варшава) | 3 | 1:7  | 0 |

## Група ІІ
| М  | Команда         | І | Ш    | О |
| -- | --------------- | - | ---- | - |
| 1. | Чарні (Львів)   | 3 | 13:2 | 6 |
| 2. | Краковія Краків | 3 | 7:4  | 3 |
| 3. | ЛКС Лодзь       | 3 | 7:6  | 3 |
| 4. | АЗС Варшава     | 3 | 0:15 | 0 |